# Love Lies Bleeding (film 2024)
Love Lies Bleeding è un film del 2024 diretto da Rose Glass.

## Trama
Lou si innamora di Jackie, un'ambiziosa culturista bisessuale che si allena nella palestra gestita da Lou. Jackie, all'insaputa di entrambe, ha appena trovato lavoro presso il poligono di tiro di proprietà del padre di Lou. Lou e Jackie iniziano a frequentarsi, quando quest'ultima, che intende prendere parte a una manifestazione di bodybuilding a Las Vegas, riceve come regalo degli steroidi da Lou. Da qui nasce una turbolenta storia di sesso, dissidi e violenze familiari.

## Produzione
La pellicola è il prodotto di una collaborazione tra A24 e Film4, e costituisce la seconda opera della regista Rose Glass.
Nel marzo 2022 Kristen Stewart ha annunciato il proprio coinvolgimento nel progetto. Nel giugno dello stesso anno Anna Baryšnikov, Katy O'Brian, Dave Franco, Ed Harris e Jena Malone si sono uniti al cast.
Le riprese principali si sono svolte ad Albuquerque tra il giugno e l'agosto 2022.

## Promozione
Il primo trailer del film è stato pubblicato il 19 dicembre 2023 mentre il primo trailer italiano del film è stato diffuso il 16 luglio 2024.

## Distribuzione
La prima del film è avvenuta il 20 gennaio 2024 in occasione del Sundance Film Festival, e la distribuzione nelle sale di New York e Los Angeles è avvenuta l'8 marzo 2024.
Il 15 marzo 2024 il film è uscito nel resto dei cinema nordamericani, mentre il 3 maggio 2024 è approdato nel Regno Unito.

### Distribuzione italiana
Il film è sbarcato in Italia il 12 settembre 2024, distribuito da Lucky Red.

## Accoglienza

### Incassi
Il film ha incassato 12778225 $, di cui 8335797 $ nel mercato domestico nordamericano.

### Critica
Il film ha riscosso una critica molto positiva: su Rotten Tomatoes 265 critici esprimono un gradimento del 94%, con un voto medio di 7.8/10; su Metacritic il voto medio ponderato di 53 recensioni critiche è di 77/100.